# Lac Mary
Pour les articles homonymes, voir Mary.
Le lac Mary (en anglais : Mary Lake) est un lac américain dans le comté de Tuolumne, en Californie. Il est situé à 2 933 mètres d'altitude au sein de la Yosemite Wilderness, dans le parc national de Yosemite.